# Stone Cold Classics
Stone Cold Classics je výběrové album slavné britské skupiny Queen, které bylo vydané v roce 2006.

## Seznam skladeb
1. „Stone Cold Crazy“
2. „Tie Your Mother Down“
3. „Fat Bottomed Girls“
4. „Another One Bites the Dust“
5. „Crazy Little Thing Called Love“
6. „We Will Rock You“
7. „We Are the Champions“
8. „Radio Ga Ga“
9. „Bohemian Rhapsody“
10. „The Show Must Go On On“
11. „These Are the Days of Our Lives“
12. „I Want It All“
13. „All Right Now“ – Queen + Paul Rodgers
14. „Feel Like Makin' Love“ – Queen + Paul Rodgers